# 接着
接着（せっちゃく、Adhesion）は、二つの物体が接したときに働く、分子を引き付ける力で起こる現象である。この現象は技術者においては物体を貼り付ける方法（接合法）という点で関心を引き、生物学者には細胞の働きを理解する上で興味がもたれている。

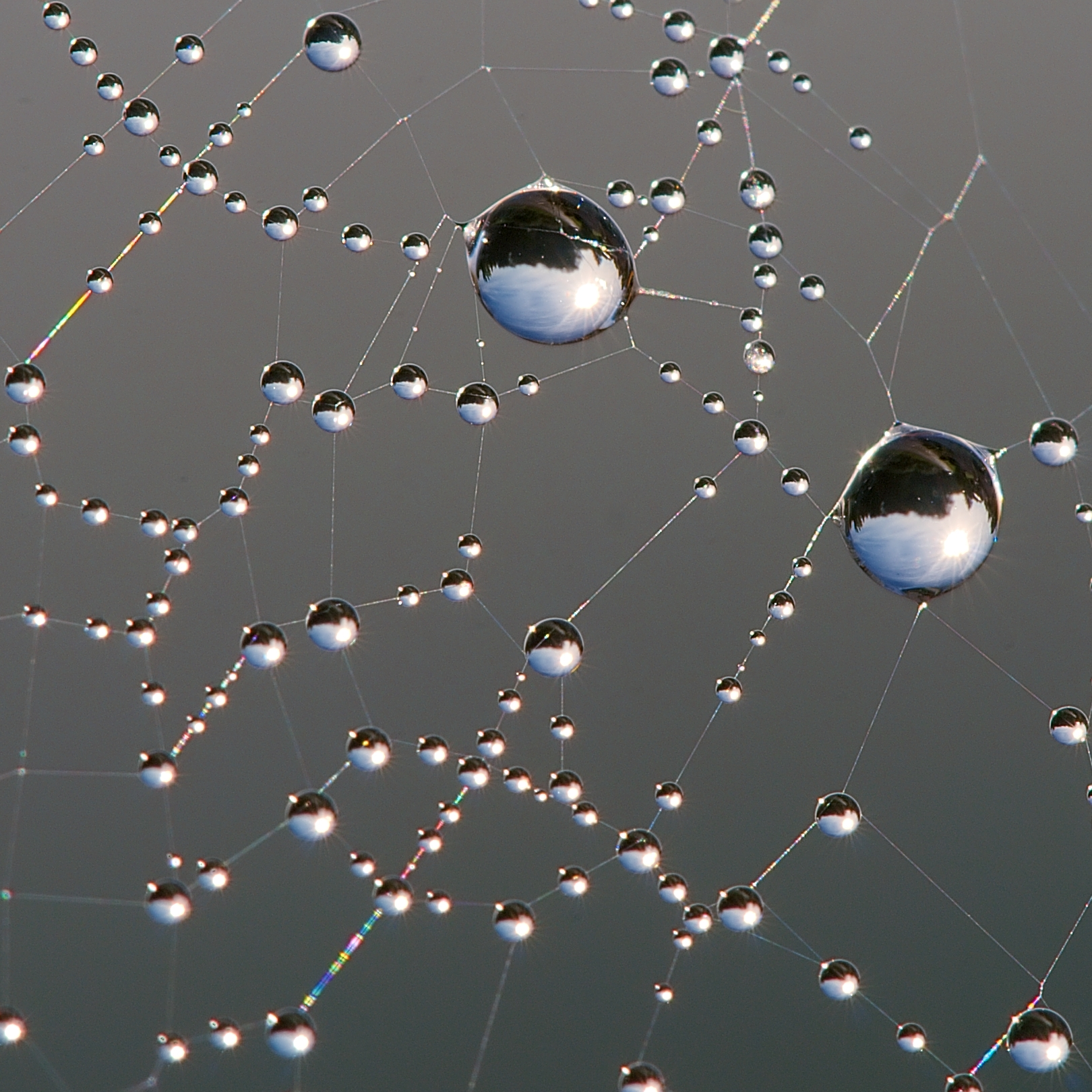
蜘蛛の巣に「接着」した露

## 概説
異種の物質がくっつく現象である英語のAdhesionは、日本語では接着、付着、密度、粘着、凝集などと訳される。ただし、厳密には付着力と凝集力、付着力と粘着力は区別され、接着剤と粘着剤も区別される。接着剤と粘着剤の大きな違いは、第一に粘着剤は接合している間も粘着剤自体は乾燥していないこと。第二に粘着剤による接合は主に凝集力（同種分子の引き合う力）によるものであることである。

## 接着機構
物体が吸い付く仕組みは次に示す5つの機構が相互に関与していると説明付けられている。

### 力学的な接着
二つの物体は力学的に固着することがある。製本は大掛かりな力学的な結合の例で、マジックテープは中規模、縫製の熱着テープは小規模な例である。また、最近ではダイレクトメールはがきの綴じ込みにも利用されている。すなわち、紙面に接着した微細なシリカゲル粒子が、プレスすることにより食い込むことではがきに綴じ込まれ、手で閉じ合わせた圧力ではシリカゲルは噛み合わないので再度張り付くことはない仕組みになっている。

### 化学的な接着
二つの物体は化合物が結合することでも接着する。最も強い結合は二つの物質の原子間で電子を交換（イオン結合）したり共有（共有結合）したりすることで生じる。次に強い結合は二つの物質の酸素、窒素、フッ素といった原子が水素原子を共有することで生じる（水素結合）。

### 分散接着
吸着という現象でも知られているが、二つの物質はファンデルワールス力により結びついている。ファンデルワールス力は物質内の正電荷と負電荷とを帯びた部分により二つの物質が引き合う力である。正電荷や負電荷への分極は、分子が永久分極している場合の力（キーソム力）と普遍的に生じる分子の電子が乱雑に動き回ることで、一時的に電子の密度が偏ることで発生する力（ロンドン分散力）とがある。

### 静電接着
誘電性物質では電子の受け渡しで異なる電荷を帯び、結合することがある。この現象はコンデンサーに似た電荷の構成になっており、物質間の静電力が引き合うことで発生する。電子は一方の物質との結びつきが他方よりも弱いときに受け渡される。

### 拡散接着
物質によっては、拡散し混じりあうことで結び付けられる。この現象は物質の分子が移動し互いに溶解することで発生する。この例は重合体では物質の分子鎖が分散しあうことで、特に効果的に現れる。また焼結のプロセスでもこの機構が働いている。金属やセラミックの粉末を圧縮して加熱すると、粒子から粒子へと原子が拡散する。そうすると粒子は一塊に結びつく。分散が発生する原動力は表面エネルギーの低下であり、化学ポテンシャルの低下もまた寄与している。

## 接着力の強度
二つの物体の間の接着力の強度は上述の物質間の接着機構と、接している物体表面の形状により左右される。物体がぬれている場合は接着面が広がることが寄与しており、物質の表面エネルギーが濡れにより変化するわけではない。